# Bioreaktor

Funktion i en bioreaktor

Bioreaktor är en behållare som  används främst till odling av mikroorganismer i laboratoriemiljö. Till exempel odlas jäst och bakterier i en bioreaktor. Kärlet har oftast en volym på 50 liter i detta fall och är kraftigt byggd för att hantera de flesta blandningar.

## Vattenrening
En bioreaktor kan även användas för att rena avloppsvatten från bakterier och används som sådan i Ringhals vattenreningsverk. 
Bioreaktorn i Ringhals skall vara en slutdestination på reningsverket för att rena vattnet från mikroorganismer. Bakterierna bildar en biofilm på små plastföremål som är placerade i kärlet för att sedan urskiljas från vattnet, på det viset renas vattnet från bakterier. 